# FK Riteriai
FK Riteriai (Futbolo Klubas Riteriai) ist ein litauischer Fußballverein aus der Stadt Vilnius. Vor 2019 war er in Trakai ansässig und hieß FK Trakai.

## Geschichte
Der Verein wurde 2005 als FK Trakai gegründet und war ursprünglich in Trakai ansässig. In der Kleinstadt gibt es jedoch keine ausreichende Fußball-Infrastruktur, die den Ansprüchen des Profifußballs genügt, weshalb der Verein seine Spiele ab dem Aufstieg in die erste litauische Liga im nur 28 Kilometer entfernten Vilnius austrug. Im Februar 2019 erfolgte dann der offizielle Umzug des Vereins nach Vilnius und die Umbenennung in FK Riteriai. „Riteriai“ heißt auf Litauisch „Ritter“ (im Plural).
2006 startete der Verein in der vierten Liga. 2010 stieg Trakai in die drittklassige Antra lyga auf, ein Jahr später in die zweitklassige Pirma lyga.
Am Ende der Saison 2013 wurde der Aufstieg in die A lyga, die höchste Spielklasse Litauens, erreicht. Trainer Edgaras Jankauskas, der die Mannschaft zur Saison 2014 übernahm, wurde im Oktober nach vier Niederlagen in Folge entlassen. Die erste Saison im Oberhaus beendete der Klub auf dem vierten Rang und war somit erstmals berechtigt, an der Qualifikation für die UEFA Europa League 2015/16 teilzunehmen. Nachdem man in der ersten Qualifikationsrunde den färöischen Vertreter HB Tórshavn ausschalten konnte, scheiterte man in der zweiten Runde an Apollon Limassol aus Zypern.
Die Spielzeiten 2015 und 2016 beendete der FK Trakai jeweils als Vizemeister. Zudem erreichte der Verein 2016 des Finale des litauischen Pokals, verlor dort jedoch gegen den FK Žalgiris Vilnius mit 0:1. In der Saison 2017 wurde Trakai Dritter in der Liga und erreichte im Pokal das Viertelfinale. In der Qualifikation zur UEFA Europa League 2018/19 gelang es dem Club, den walisischen Klub Cefn Druids AFC und den kasachischen Verein Ertis Pawlodar zu schlagen und die dritte Qualifikationsrunde zu erreichen, dort musste man sich jedoch dem serbischen Team FK Partizan Belgrad geschlagen geben.
Im Vorfeld der Saison 2019 zog der Verein offiziell von Trakai nach Vilnius um und vollzog die Umbenennung in FK Riteriai. Zudem wurde Aurelijus Skarbalius als neuer Cheftrainer ernannt. Nachdem der Verein in der ersten Qualifikationsrunde der Europa League 2019/20 gegen den färöischen Verein KÍ Klaksvík verloren hatte, trat er von seinem Amt zurück und verließ den Verein. Wie in den beiden vorangegangenen Spielzeiten beendete Riteriai die Ligasaison 2019 auf dem dritten Tabellenplatz. Im Pokal erreichte der Verein das Achtelfinale, wo er im Elfmeterschießen gegen FK Kauno Žalgiris unterlag.
In der durch die COVID-19-Pandemie verkürzten Saison 2020 gewann Riteriai nur zwei von 20 Ligaspielen, sammelte insgesamt nur zwölf Punkte und beendete die Saison auf dem letzten Tabellenplatz. Da der litauische Fußballverband die A Lyga jedoch zur nächsten Saison auf zehn Mannschaften erweitern wollte, gab es keine Absteiger und Riteriai verblieb in der höchsten Spielklasse.
Nachdem der Verein in der Spielzeit 2022 noch den fünften Tabellenplatz erreicht hatte, beendete er die Saison 2023 auf dem letzten Tabellenplatz und musste somit nach zehn Spielzeiten in der Erstklassigkeit wieder den Gang in die zweite Liga antreten.

## Trikot
| 2006–2013 (Heim) | 2006–2013 (Auswärts) | 2014–2018 (Heim) | 2014–2017 (Auswärts) | 2018 (Auswärts) | seit 2019 (Heim) | seit 2019 (Auswärts) |

## Platzierungen (seit 2010)

### FK Trakai (2010–2018)
| Saison | Div. | Liga                | Platz |        |
| ------ | ---- | ------------------- | ----- | ------ |
| 2010   | 3.   | Antra lyga (Pietūs) | 4.    | [ 7 ]  |
| 2011   | 2.   | Pirma lyga          | 4.    | [ 8 ]  |
| 2012   | 2.   | Pirma lyga          | 4.    | [ 9 ]  |
| 2013   | 2.   | Pirma lyga          | 3.    | [ 10 ] |
| 2014   | 1.   | A lyga              | 4.    | [ 11 ] |
| 2015   | 1.   | A lyga              | 2.    | [ 12 ] |
| 2016   | 1.   | A lyga              | 2.    | [ 13 ] |
| 2017   | 1.   | A lyga              | 3.    | [ 14 ] |
| 2018   | 1.   | A lyga              | 3.    | [ 15 ] |

### FK Riteriai (2019–heute)
| Saison | Div. | Liga       | Platz |        |
| ------ | ---- | ---------- | ----- | ------ |
| 2019   | 1.   | A lyga     | 3.    | [ 16 ] |
| 2020   | 1.   | A lyga     | 6.    | [ 17 ] |
| 2021   | 1.   | A lyga     | 6.    | [ 18 ] |
| 2022   | 1.   | A lyga     | 5.    | [ 19 ] |
| 2023   | 1.   | A lyga     | 10.   | [ 20 ] |
| 2024   | 2.   | Pirma lyga | 1.    | [ 21 ] |
| 2025   | 1.   | A lyga     | .     | [ 22 ] |

## Die erste Mannschaft
Stand: 10. Juli 2025
| 92 | Litauen     | TW | Kajus Andraikėnas      |  |  |  |  |  |
|    |             |    |                        |  |  |  |  |  |
| 2  | Litauen     | AB | Nojus Stankevičius     |  |  |  |  |  |
| 4  | Schweden    | AB | Niclas Håkansson       |  |  |  |  |  |
| 5  | Litauen     | AB | Milanas Rutkovskis     |  |  |  |  |  |
| 13 | Litauen     | AB | Gustas Gumbaravičius   |  |  |  |  |  |
| 32 | Brasilien   | AB | Arthur Pierino         |  |  |  |  |  |
| 44 | Litauen     | AB | Kajus Stankevičius     |  |  |  |  |  |
|    |             |    |                        |  |  |  |  |  |
| 7  | Deutschland | MF | Leif Estevez Fernandez |  |  |  |  |  |
| 8  | Litauen     | MF | Armandas Šveistrys     |  |  |  |  |  |
| 10 | Litauen     | MF | Simas Civilka          |  |  |  |  |  |
| 17 | Litauen     | MF | Deimantas Rimpa        |  |  |  |  |  |

| 19 | Litauen    | MF | Rokas Stanulevičius     |  |  |  |  |  |
| 24 | Litauen    | MF | Jonas Usavičius         |  |  |  |  |  |
| 50 | Litauen    | MF | Matas Latvys            |  |  |  |  |  |
|    |            |    |                         |  |  |  |  |  |
| 9  | Litauen    | ST | Meinardas Mikulėnas     |  |  |  |  |  |
| 11 | Litauen    | ST | Andrius Kaulinis        |  |  |  |  |  |
| 22 | Frankreich | ST | Axel Galita             |  |  |  |  |  |
| 77 | Litauen    | ST | Ernestas Januš Zdanovič |  |  |  |  |  |

## Die zweite Mannschaft
Die zweite Mannschaft ist „Trakai B“. Das Team spielt in der Pirma lyga (Erste Liga), der zweithöchsten Spielklasse im litauischen Fußball.

## Trainerhistorie
1. Edgaras Jankauskas (Februar 2014 – November 2014)
2. Valdas Urbonas (Januar 2015 – Juli 2016)
3. Albert Rybak (Juli 2016 – August 2016) (interim)
4. Serhiy Kovalets (August 2016 – Januar 2017)
5. Oleg Vasilenko (Januar 2017 – Mai 2018)
6. Virmantas Lemežis (Mai 2018 – Juni 2018) (interim)
7. Kibu Vicuña (Juni 2018 – Oktober 2018)
8. Albert Rybak (Oktober 2018 – Dezember 2018)
9. Aurelijus Skarbalius (Dezember 2018 – Juli 2019)[3]
10. Albert Rybak (Juli 2019 – November 2019)
11. Mindaugas Čepas (Januar 2020 – Juni 2020)
12. Janusz Niedzvied (Juli 2020 – August 2020)
13. Tommi Pikkarainen (August 2020 – November 2020)
14. Serhei Gurenko (Februar 2021 – Mai 2021)
15. Valdas Trakys (9. Juni 2021 – 3. August 2021) (interim)[24][25]
16. Miguel Moreira (3. August 2021 – 30. November 2021)[26]
17. Glenn Stahl (27. Januar 2021 – 7. Mai 2021)[27]
18. Pablo Villar (24. Mai 2022 – 24. März 2023)[28]
19. Vladimir Janković (1. April 2023 – 25. Juli 2023)[29]
20. Matthew Silva (27 Juli 2023 – 16 November 2023)[30][31]
21. Sławomir Cisakowski (bis 14. Februari 2024 – 16. Januar 2025)[32][33]
22. Nicola Vitorović (bis 14. Februari 2025)

## Bekannte ehemalige Spieler
- Deividas Česnauskis (2014–2018)
- Dinijar Biljaletdinow (2017–2018)
- Valdemar Borovskij (seit 2017)

## Europapokalbilanz
| Saison  | Wettbewerb         | Runde                  | Gegner           | Gesamt          | Hin           | Rück    |
| ------- | ------------------ | ---------------------- | ---------------- | --------------- | ------------- | ------- |
| 2015/16 | UEFA Europa League | 1. Qualifikationsrunde | HB Tórshavn      | 7:1             | 3:0 (H)       | 4:1 (A) |
| 2015/16 | UEFA Europa League | 2. Qualifikationsrunde | Apollon Limassol | 0:4             | 0:4 (A)       | 0:0 (H) |
| 2016/17 | UEFA Europa League | 1. Qualifikationsrunde | FC Nõmme Kalju   | 3:5             | 2:1 (H)       | 1:4 (A) |
| 2017/18 | UEFA Europa League | 1. Qualifikationsrunde | FC St. Johnstone | 3:1             | 2:1 (A)       | 1:0 (H) |
| 2017/18 | UEFA Europa League | 2. Qualifikationsrunde | IFK Norrköping   | 3:3 (5:3 i. E.) | 1:2 (A)       | 2:1 (H) |
| 2017/18 | UEFA Europa League | 3. Qualifikationsrunde | KF Shkëndija     | 2:4             | 2:1 (H)       | 0:3 (A) |
| 2018/19 | UEFA Europa League | Vorqualifikation       | Cefn Druids AFC  | 2:1             | 1:1 (A)       | 1:0 (H) |
| 2018/19 | UEFA Europa League | 1. Qualifikationsrunde | Ertis Pawlodar   | 1:0             | 0:0 (H)       | 1:0 (A) |
| 2018/19 | UEFA Europa League | 2. Qualifikationsrunde | Partizan Belgrad | 1:2             | 0:1 (A)       | 1:1 (H) |
| 2019/20 | UEFA Europa League | 1. Qualifikationsrunde | KÍ Klaksvík      | (a)1:1(a)       | 1:1 (H)       | 0:0 (A) |
| 2020/21 | UEFA Europa League | 1. Qualifikationsrunde | Derry City       | 3:2             | 3:2 n. V. (H) |         |
| 2020/21 | UEFA Europa League | 2. Qualifikationsrunde | Slovan Liberec   | 1:5             | 1:5 (H)       |         |

Gesamtbilanz: 22 Spiele, 10 Siege, 6 Unentschieden, 6 Niederlagen, 27:29 Tore (Tordifferenz −2)